# 元厚镇
元厚镇，原名“猿猴场”，是中华人民共和国贵州省遵义市赤水市下辖的一个乡镇级行政单位。

## 行政区划
元厚镇下辖以下地区：
红军渡社区、高新村、米粮村、桂园林村、虎头村、石林村、石梅村、陛诏村、利民村和五柱峰村。